# مرناق
مرناق إحدى مدن الجمهورية التونسية، تقع في جنوب ولاية بن عروس. يبلغ عدد سكانها 61,518 حسب تعداد العام 2014.يوجد في المعتمدية الطريق السيارة عدد واحد الذي يصل العاصمة بمدن الساحل ويقع علي مستواها محطة الاستخلاص الخاصة بهذا الطريق
تعرف معتمدية مرناق باسم مدينة العنب، وتعرف بمانطقها الطبيعية الجميلة منها سيدي سالم القارصي، جبل الرصاص،بوستيتة، هنشير خليل الخ..و مناطقها الاثرية مثل موقع أوذنة الاثري (أوتنا قديماً) و جبل الرصاص الذي يوجد فيه  غسالة الرصاص La laverie أو بالدارجة لبريَّة وكذلك الفندارية أي la fonderie أين يقع تذويب الرصاص. وتتميز بموقع جغرافي هادئ جدا جنوب تونس الكبرى.
تبعد 16 كلم على العاصمة جنوبا
 حدود معتمدية مرناڨ بالتحديد...
شمالا : معتمديات (المدينة الجديدة - الزهراء - بومهل - حمام الانف)
شمالا شرقا : (معتمدية حمام الشط)
شمالا غربا : (معتمدية فوشانة)
شرقا : (معتمدية ڨرمبالية ولاية نابل)
غربا : (معتمدية المحمدية)
جنوبا : معتمديات ( زاغوان - بئر مشارڨة ولاية زغوان )
جنوبا شرقا : ( معتمدية ڨرمبالية ولاية نابل)
جنوبا غربا : ( معتمدية بئر مشارڨة ولاية زاغوان ).تعرف